# Røgbølle Sø
Røgbølle sø er én af Maribosøerne og Lollands næststørste sø. Røgbølle sø ligger opstrøms Maribo Søndersø. Den er en vigtig fuglelokalitet, og i vinterperioden er der mange rastende fugle på- og i nærheden af søen. Røgbølle Sø hører ligeledes under det internationale vandfugle- og fuglebeskyttelsesområde. Der ligger fire skovklædte øer i den 201 ha store sø. Hertil kommer en næsten helt afsnøret del ved det sydøstlige hjørne, den 8 ha store Sørup Sø.
Mellem Hejrede Sø og Røgbølle Søs nordlige ende findes rester af jernalderanlægget Hejrede Vold. Ved søens sydvestside findes landsbyen Alsø og ved sydøstenden Sørup. 1 km øst for søen findes avlsgården Ulriksdal.